# Asa Akira
Asa Akira (Manhattan, Nova Iorque, 3 de janeiro de 1986) é uma atriz pornográfica norte-americana.

## Biografia

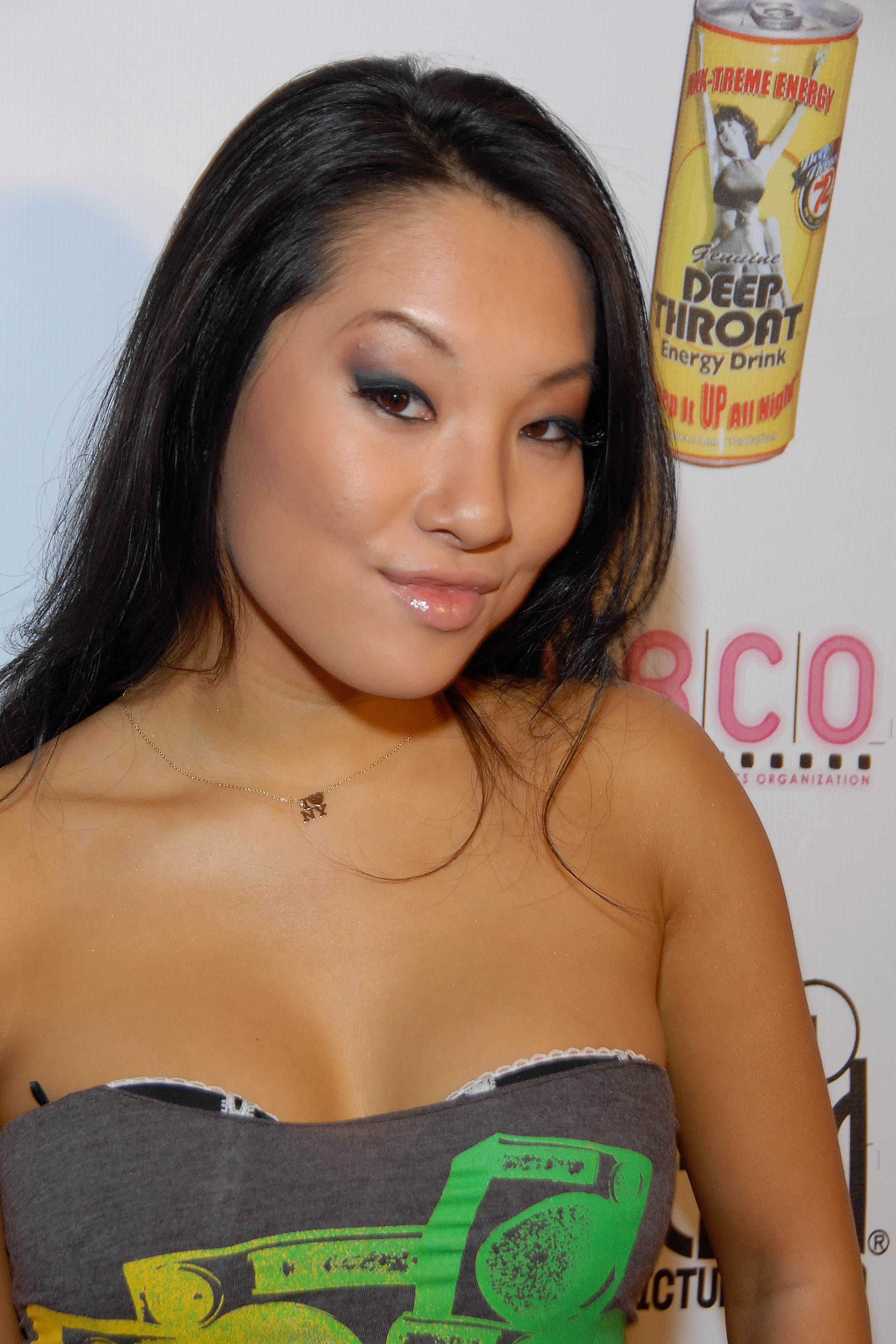
Asa Akira em 2009

Asa Akira, cujo nome verdadeiro é Asa Takigami, descendente de japoneses, nasceu na cidade de Nova Iorque, EUA. Dos 6 aos 13 anos morou em Tóquio, Japão. Começou trabalhando como modelo fotográfica, depois passou a realizar cenas de sexo com mulheres e apenas em 2008 fez sua primeira cena de sexo com homens. Se tornou um dos maiores nomes da pornografia mundial, destacando plas suas cenas hardcore e de submissão aos homens.
Em dezembro de 2012 se casou com o também ator pornô espanhol Toni Ribas. Após casar-se, afastou-se das cenas mais pesadas (com exceção das gravadas com o próprio Ribas), como gang bang e também, a pedido do seu marido, parou realizar Anilíngua nos homens, prática que era sua grande especialidade. Seu primeiro filho nasceu em 2019.

## Prêmios e indicações

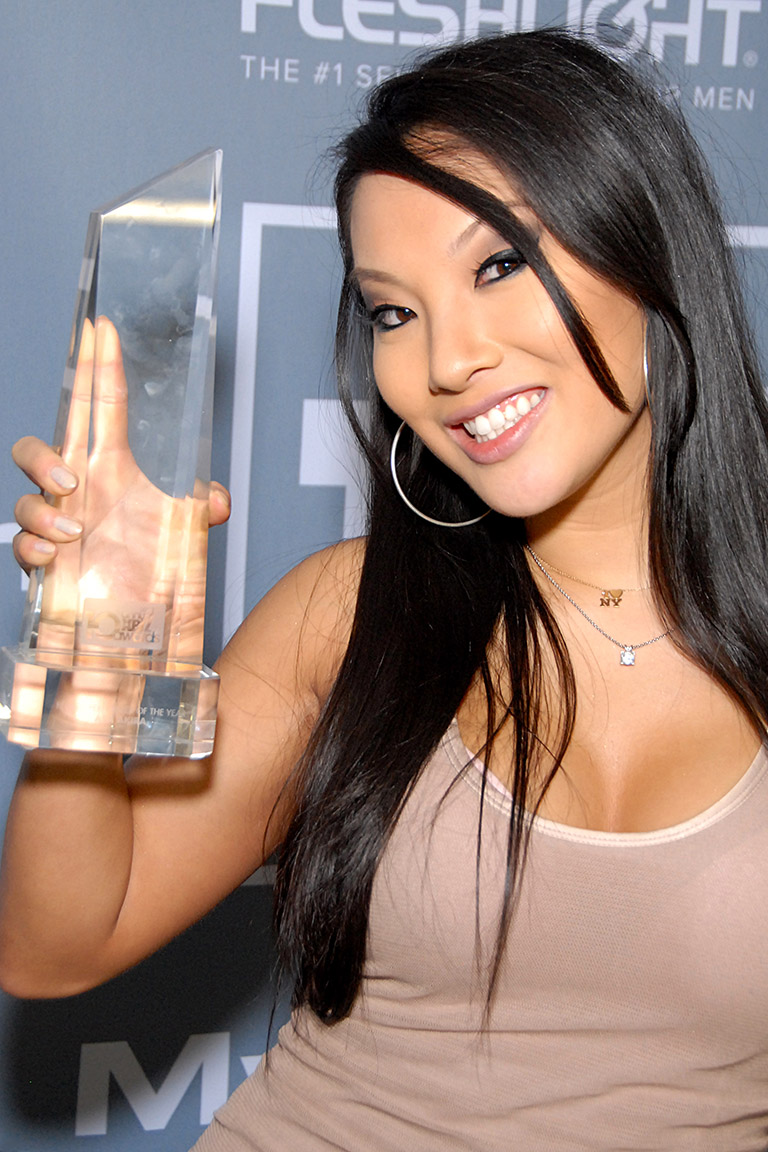
Asa Akira Segurando o XBIZ Award for Female Performer of the Year 2012

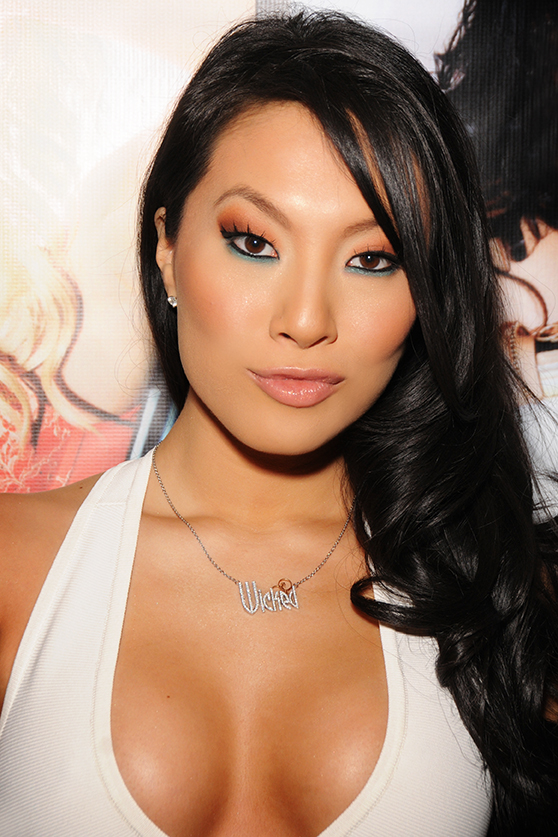
Asa Akira at AVN Awards 2014

## Prêmios e indicações[3]
| Ano  | Cerimonia   | Resultado | Prêmio                                  | Trabalho                                          |
| ---- | ----------- | --------- | --------------------------------------- | ------------------------------------------------- |
| 2009 | AVN Awards  | Indicado  | New Starlet of the Year                 |                                                   |
| 2010 | AVN Awards  | Indicado  | Best Actress                            | Pure                                              |
| 2010 | AVN Awards  | Indicado  | Best New Starlet                        |                                                   |
| 2010 | AVN Awards  | Indicado  | Best Couples Sex Scene                  | Pure                                              |
| 2010 | AVN Awards  | Indicado  | Most Outrageous Sex Scene               | Pure                                              |
| 2010 | XRCO Awards | Indicado  | Female Performer of the Year            |                                                   |
| 2010 | XRCO Awards | Indicado  | Orgasmic Oralist of the Year            |                                                   |
| 2011 | AVN Awards  | Venceu    | Best All-Girl Three-Way Sex Scene       | Buttwoman vs. Slutwoman                           |
| 2011 | AVN Awards  | Venceu    | Best Anal Sex Scene                     | Asa Akira Is Insatiable                           |
| 2011 | AVN Awards  | Venceu    | Best Double Penetration Sex Scene       | Asa Akira Is Insatiable                           |
| 2011 | AVN Awards  | Venceu    | Best Three-Way Sex Scene (G/B/B)        | Asa Akira is Insatiable                           |
| 2011 | AVN Awards  | Venceu    | The Fan Awards - Favorite Movie         | Asa Akira is Insatiable                           |
| 2011 | AVN Awards  | Indicado  | Female Performer of the Year            |                                                   |
| 2011 | XBIZ Awards | Venceu    | Female Performer of the Year            |                                                   |
| 2011 | XRCO Awards | Indicado  | Female Performer of the Year            |                                                   |
| 2011 | XRCO Awards | Indicado  | Orgasmic Oralist of the Year            |                                                   |
| 2012 | AVN Awards  | Indicado  | Best All-Girl Group Scene               | Chick Flixxx                                      |
| 2012 | AVN Awards  | Venceu    | Best Anal Sex Scene                     | Asa Akira Is Insatiable 2                         |
| 2012 | AVN Awards  | Venceu    | Best Double Penetration Sex Scene       | Asa Akira Is Insatiable 2                         |
| 2012 | AVN Awards  | Indicado  | Best Group Sex Scene                    | Orgy: The XXX Championship 1                      |
| 2012 | AVN Awards  | Venceu    | Best Group Sex Scene                    | Asa Akira Is Insatiable 2                         |
| 2012 | AVN Awards  | Indicado  | Best Oral Sex Scene                     | Orgasmic Oralists                                 |
| 2012 | AVN Awards  | Indicado  | Best Oral Sex Scene                     | Asian Fuck Faces 1                                |
| 2012 | AVN Awards  | Venceu    | Best Solo Sex Scene                     | Superstar Showdown 2: Asa Akira vs. Kristina Rose |
| 2012 | AVN Awards  | Venceu    | Best Tease Performance                  | Asa Akira Is Insatiable 2                         |
| 2012 | AVN Awards  | Venceu    | Best Three-Way Sex Scene: G/B/B         | Asa Akira Is Insatiable 2                         |
| 2012 | AVN Awards  | Indicado  | Female Performer of the Year            |                                                   |
| 2012 | XBIZ Awards | Venceu    | Female Performer of the Year            |                                                   |
| 2012 | XRCO Awards | Venceu    | Female Performer of the Year            |                                                   |
| 2012 | XRCO Awards | Indicado  | Orgasmic Analist of the Year            |                                                   |
| 2012 | XRCO Awards | Indicado  | Orgasmic Oralist of the Year            |                                                   |
| 2012 | XRCO Awards | Venceu    | Superslut of the Year                   |                                                   |
| 2013 | AVN Awards  | Indicado  | Best All-Girl Group Sex Scene           | Asian Anal Assassins                              |
| 2013 | AVN Awards  | Indicado  | Best All-Girl Group Sex Scene           | Girlfriends 4                                     |
| 2013 | AVN Awards  | Indicado  | Best Anal Sex Scene                     | Real Wife Stories: Asa Akira                      |
| 2013 | AVN Awards  | Venceu    | Best Double Penetration Sex Scene       | Asa Akira Is Insatiable 3                         |
| 2013 | AVN Awards  | Indicado  | Best Group Sex Scene                    | Asa Akira Is Insatiable 3                         |
| 2013 | AVN Awards  | Indicado  | Best Solo Sex Scene                     | Sexual Tension: Raw and Uncut                     |
| 2013 | AVN Awards  | Indicado  | Best Tease Performance                  | Asa Akira Is Insatiable 3                         |
| 2013 | AVN Awards  | Venceu    | Best Three-Way Sex Scene: G/G/B         | Asa Akira Is Insatiable 3                         |
| 2013 | AVN Awards  | Venceu    | Female Performer of the Year            |                                                   |
| 2013 | AVN Awards  | Indicado  | Most Outrageous Sex Scene               | Asa Akira To the Limit                            |
| 2013 | AVN Awards  | Indicado  | Most Outrageous Sex Scene               | Truth About O                                     |
| 2013 | XBIZ Awards | Indicado  | Best Scene - Parody Releas              | Not Animal House XXX                              |
| 2013 | XBIZ Awards | Indicado  | Female Performer of the Year            |                                                   |
| 2013 | XRCO Awards | Venceu    | Female Performer of the Year            |                                                   |
| 2013 | XRCO Awards | Indicado  | Orgasmic Analist of the Year            |                                                   |
| 2013 | XRCO Awards | Indicado  | Orgasmic Oralist of the Year            |                                                   |
| 2013 | XRCO Awards | Indicado  | Superslut of the Year                   |                                                   |
| 2014 | AVN Awards  | Indicado  | Nominee: Best Anal Sex Scene            | Asian Bombshells                                  |
| 2014 | AVN Awards  | Indicado  | Best Double Penetration Sex Scene       | I Am Asa Akira 2                                  |
| 2014 | AVN Awards  | Indicado  | Best Girl/Girl Sex Scene                | Asa Loves Girls                                   |
| 2014 | AVN Awards  | Indicado  | Best Solo Sex Scene                     | Hollywood Heartbreakers 2                         |
| 2014 | AVN Awards  | Indicado  | Female Performer of the Year            |                                                   |
| 2014 | XBIZ Awards | Indicado  | Best Scene - Non-Feature Release        | I Am Asa Akira 2                                  |
| 2014 | XBIZ Awards | Indicado  | Best Supporting Actress                 | Underworld                                        |
| 2014 | XBIZ Awards | Indicado  | Female Performer of the Year            |                                                   |
| 2014 | XRCO Awards | Indicado  | Female Performer of the Year            |                                                   |
| 2014 | XRCO Awards | Indicado  | Orgasmic Analist of the Year            |                                                   |
| 2014 | XRCO Awards | Indicado  | Superslut of the Year                   |                                                   |
| 2015 | AVN Awards  | Indicado  | Nominee: Best Actress                   | Holly... Would                                    |
| 2015 | AVN Awards  | Indicado  | Best All-Girl Group Sex Scene           | Alexis and Asa                                    |
| 2015 | AVN Awards  | Indicado  | Best Anal Sex Scene                     | Holly... Would                                    |
| 2015 | AVN Awards  | Indicado  | Best Group Sex Scene                    | Aftermath                                         |
| 2015 | AVN Awards  | Indicado  | Best Group Sex Scene                    | Holly... Would                                    |
| 2015 | AVN Awards  | Indicado  | Best Porn Star Website                  |                                                   |
| 2015 | AVN Awards  | Indicado  | Best Solo/Tease Performance             | Asa Gets Wicked                                   |
| 2015 | AVN Awards  | Indicado  | Fan Award: Favorite Female Porn Star    |                                                   |
| 2015 | AVN Awards  | Indicado  | Fan Award: Social Media Star            |                                                   |
| 2015 | AVN Awards  | Indicado  | Mainstream Star of the Year             |                                                   |
| 2015 | XBIZ Awards | Indicado  | Best Actress - Feature Movie            | Holly... Would                                    |
| 2015 | XBIZ Awards | Indicado  | Best Scene - All-Girl                   | Alexis and Asa                                    |
| 2015 | XBIZ Awards | Indicado  | Crossover Star of the Year              |                                                   |
| 2015 | XBIZ Awards | Indicado  | Female Performer of the Year            |                                                   |
| 2015 | XRCO Awards | Indicado  | Best Actress                            | Holly... Would                                    |
| 2015 | XRCO Awards | Indicado  | Mainstream Adult Media Favorite         |                                                   |
| 2016 | AVN Awards  | Indicado  | Nominee: Best Actress                   | Starmaker                                         |
| 2016 | AVN Awards  | Indicado  | Best Double Penetration Sex Scene       | Asa Akira: Wicked Fuck Doll                       |
| 2016 | AVN Awards  | Indicado  | Best Girl/Girl Sex Scene                | Barbarella XXX: An Axel Braun Parody              |
| 2016 | AVN Awards  | Indicado  | Best Oral Sex Scene                     | Asa Akira: Wicked Fuck Doll                       |
| 2016 | AVN Awards  | Indicado  | Best Solo/Tease Performance             | Asa Akira: Wicked Fuck Doll                       |
| 2016 | AVN Awards  | Indicado  | Fan Award: Favorite Female Porn Star    |                                                   |
| 2016 | AVN Awards  | Indicado  | Mainstream Star of the Year             |                                                   |
| 2016 | XBIZ Awards | Indicado  | Best Actress - Couples-Themed Release   | Deception                                         |
| 2016 | XBIZ Awards | Indicado  | Best Actress - Feature Movie            | Starmaker                                         |
| 2016 | XBIZ Awards | Indicado  | Best Scene - Feature Release            | Starmaker                                         |
| 2016 | XRCO Awards | Indicado  | Best Actress                            | Starmaker                                         |
| 2017 | AVN Awards  | Indicado  | Best Actress                            | J.O.B.                                            |
| 2017 | AVN Awards  | Indicado  | Best Oral Sex Scene                     | Asa Goes to Hell                                  |
| 2017 | AVN Awards  | Venceu    | Best Solo/Tease Performance             | Asa Goes to Hell                                  |
| 2017 | AVN Awards  | Indicado  | Mainstream Star of the Year             |                                                   |
| 2017 | XBIZ Awards | Indicado  | Best Actress - Couples-Themed Release   | Indiscretions                                     |
| 2017 | XBIZ Awards | Indicado  | Best Actress - Feature Movie            | J.O.B.                                            |
| 2017 | XBIZ Awards | Indicado  | Best Scene - Feature Release            | J.O.B.                                            |
| 2017 | XBIZ Awards | Indicado  | Best Scene - Feature Release            | Sexbots: Programmed For Pleasure                  |
| 2017 | XBIZ Awards | Indicado  | Best Sex Scene – Couples-Themed Release | Indiscretions                                     |
| 2017 | XBIZ Awards | Venceu    | Best Supporting Actress                 | DNA                                               |
| 2017 | XBIZ Awards | Indicado  | Crossover Star of the Year              |                                                   |
| 2017 | XRCO Awards | Indicado  | Mainstream Adult Media Favorite         |                                                   |
| 2018 | AVN Awards  | Indicado  | Best Actress                            | Blonde Dahlia                                     |
| 2018 | AVN Awards  | Indicado  | Best All-Girl Group Sex Scene           | Vendetta                                          |
| 2018 | AVN Awards  | Indicado  | Mainstream Star of the Year             |                                                   |
| 2018 | 2018        | Indicado  | Best Actress - Couples-Themed Release   | Blonde Dahlia                                     |
| 2018 | 2018        | Indicado  | Best Actress - Feature Release          | Takers                                            |

### Recebidos
Rog Awards
- 2008 - Melhor Atriz Iniciante, Prêmio dos Críticos.

AEBN / VOD Awards
- 2012 - Melhor Atriz do Ano

### Indicações
F.A.M.E.S Awards
- 2009 - Finalista para "Atriz Mais Sub-Valorizada" (Most Underrated Star
- 2010 - Indicada para "Corpo Mais Ardente" (Hotest Body)
- 2009 - Indicada para "Atriz Principiante Favorita" (Favorite Female Rookie)

Rog Awards
- 2008 - Indicada para Melhor Atriz Iniciante, Prêmio do Público.

AEBN / VOD Awards
- 2010 - Indicada para Melhor Atriz Iniciante